# 25e cérémonie des Los Angeles Film Critics Association Awards
La 25e cérémonie des Los Angeles Film Critics Association Awards (LAFCA Awards), décernés par la Los Angeles Film Critics Association, a eu lieu en décembre 1999, et a récompensé les films réalisés dans l'année.

## Palmarès
Note : la LAFCA décerne deux prix dans chaque catégorie ; le premier prix est indiqué en gras.

### Meilleur film
- Révélations (The Insider)
  - American Beauty

### Meilleur réalisateur
- Michael Mann pour Révélations (The Insider)
  - Sam Mendes pour American Beauty

### Meilleur acteur
- Russell Crowe pour son rôle dans Révélations (The Insider)
  - Richard Farnsworth pour son rôle dans Une histoire vraie (The Straight Story)

### Meilleure actrice
- Hilary Swank pour son rôle dans Boys Don't Cry 
  - Reese Witherspoon pour son rôle dans L'Arriviste (Election)

### Meilleur acteur dans un second rôle
- Christopher Plummer pour son rôle dans Révélations (The Insider)
  - John Malkovich pour son rôle dans Dans la peau de John Malkovich (Being John Malkovich)

### Meilleure actrice dans un second rôle
- Chloë Sevigny pour son rôle dans Boys Don't Cry
  - Samantha Morton pour son rôle dans Accords et Désaccords (Sweet and Lowdown)

### Meilleur scénario
- Dans la peau de John Malkovich (Being John Malkovich) – Charlie Kaufman
  - American Beauty – Alan Ball

### Meilleure photographie
- Révélations (The Insider) – Dante Spinotti
  - American Beauty – Conrad L. Hall

### Meilleure musique de film
- South Park, le film (South Park: Bigger Longer and Uncut) – Trey Parker et Marc Shaiman
  - Le Talentueux Mr Ripley (The Talented Mr. Ripley) – Gabriel Yared

### Meilleurs décors
- Sleepy Hollow : La Légende du cavalier sans tête (Sleepy Hollow) – Rick Heinrichs
  - Titus – Dante Ferretti

### Meilleur film en langue étrangère
- Tout sur ma mère (Todo sobre mi madre)  Espagne
  - La Vie rêvée des anges  France

### Meilleur film d'animation
- Le Géant de fer (The Iron Giant)

### Meilleur film documentaire
- Buena Vista Social Club de Wim Wenders
  - Mr. Death : Grandeur et décadence de Fred A. Leuchter Jr. (Mr. Death: The Rise and Fall of Fred A. Leuchter, Jr.) d'Errol Morris

### New Generation Award
- Le réalisateur Alexander Payne et le scénariste Jim Taylor pour leurs travaux conjoints sur Citizen Ruth et L'Arriviste (Election)

### Career Achievement Award
- Dede Allen

### Douglas Edwards Experimental/Independent Film/Video Award
- Owen Land (en)

### Prix spécial
- A Rick Schmidlin (en), Roger Mayer (en) et la Turner Classic Movies pour la reconstruction méticuleuse et la promotion du film muet d'Erich von Stroheim Les Rapaces (Greed), initialement réalisé en 1924.